# Hemicloeina spec
Hemicloeina spec là một loài nhện trong họ Trochanteriidae. Loài này phân bố ở Queensland.